# 화성
화성(火星, Mars)은 태양계의 4번째 행성이며, 4개의 지구형 행성 중 하나이다. 철의 산화로 표면이 붉은색을 띠기 때문에 동양권에서는 불을 뜻하는 화(火)를 써서 화성 또는 형혹성(熒惑星)이라 부르고, 서양권에서는 로마 신화 중 전쟁의 신 마르스의 이름을 따서 Mars라 부른다. 오늘날 영어에서 3월을 뜻하는 March도 여기서 유래되었다. 지구와의 평균 거리는 7,800만 km이다. 화성의 지름은 지구의 1/2 정도이다. 자전 주기는 약  24시간 37분 22초로 지구보다 더 길다.
매리너 4호가 1965년에 처음으로 근접 비행을 하기 전까지 과학계 안팎의 사람들은 화성에 대량의 물이 존재하리라고 기대하였다. 이러한 추정의 근거는 화성의 극지방에서 밝고 어두운 무늬가 주기적으로 변화한다는 사실이었다. 1960년대 중반 이전까지 사람들은 농업을 위한 관개수로가 화성에 있으리라고 생각했다. 이는 사실 20세기 초·중반의 공상과학 작가들의 상상에 영향받은 것으로, 1950년대 이후의 탐사선에 의한 관측으로 화성 운하는 존재하지 않음이 밝혀졌다.
물과 생명체의 발견에 대한 기대로 많은 탐사선들에 미생물을 찾기 위한 센서들이 탑재되어 화성에 보내졌다. 화성에서는 다량의 얼음이 발견되었고, 생명체가 존재할 가능성이 제기되고 있다. 하지만 화성 표면에서의 액체상태의 물은 낮은 대기압으로 인하여 존재 할 수 없다는 것이 밝혀졌다. 한편 화성의 극관은 물로 구성되어 있어, 이 극관에 존재하는 물은 화성의 표면을 11m의 깊이로 뒤덮기에 충분히 많은 양이 존재한다. 2016년 나사는 화성 표면 안에 얼음이 존재할 것이라고 새로운 발표를 하였다.
화성의 자전 주기와 계절의 변화 주기는 지구와 비슷하다. 화성에는 태양계에서 가장 높은 산인 올림푸스 화산이 있으며, 역시 태양계에서 가장 큰 계곡인 매리너스 협곡과 극관을 가지고 있다.
화성은 밤하늘에서 붉은 빛을 띄며 맨눈으로도 쉽게 관측이 된다. 겉보기 등급은 1.6 ~ 3.0등급이며 태양, 달, 금성, 목성 다음으로 하늘에서 가장 밝은 태양계의 천체이다.

## 물리적인 특성

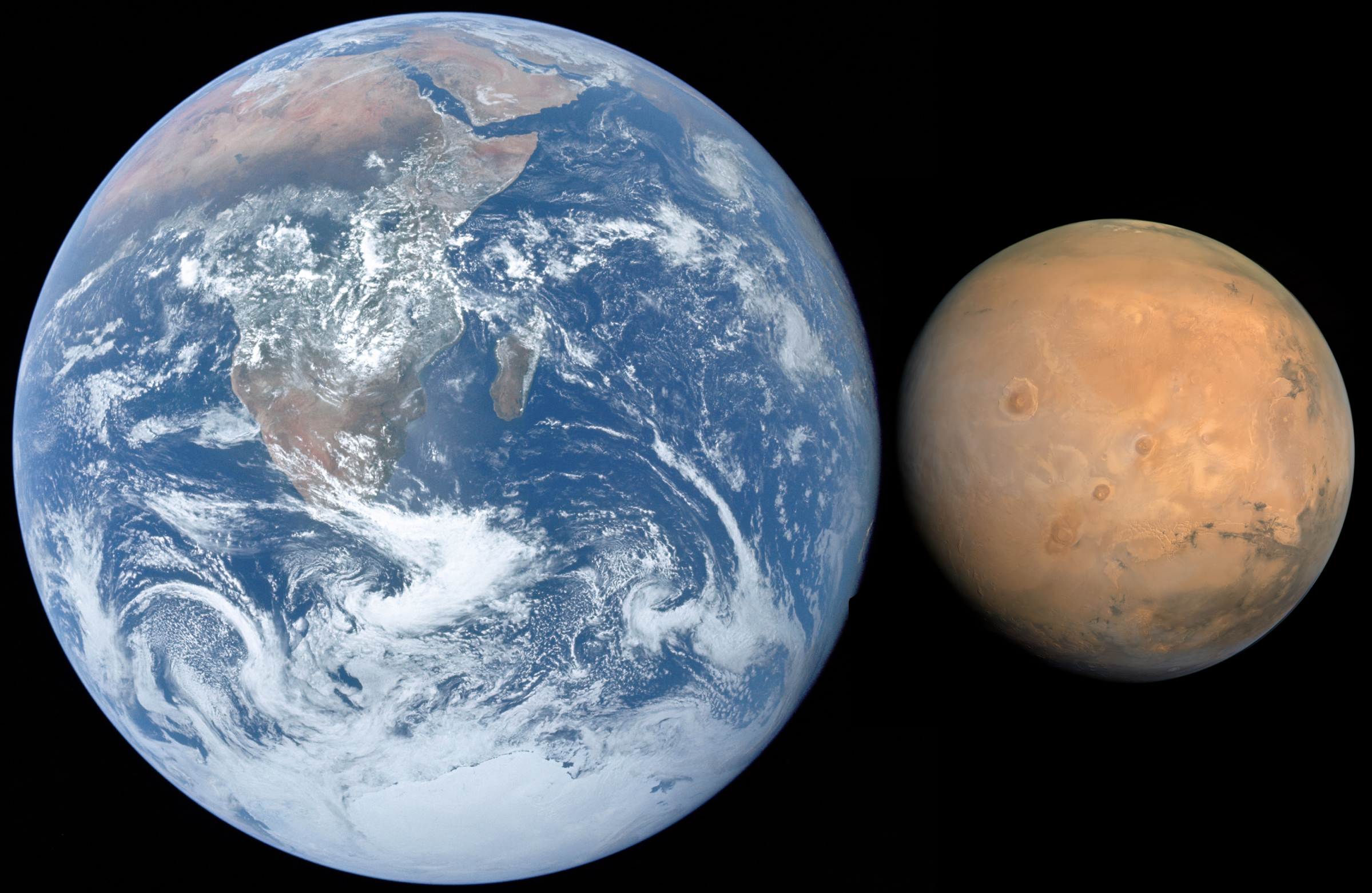
지구와 화성의 크기 비교

화성은 붉게 타는 듯한 외형을 가지고 있다. 화성의 표면적은 지구의 4분의 1밖에 되지 않으며, 질량은 10분의 1밖에 되지 않는다. 화성은 두 개의 작은 위성인 포보스와 데이모스를 가지고 있다. 화성의 대기권은 매우 얇으며, 표면의 기압은 7.5밀리바밖에 되지 않는다. 화성 대기의 95%는 이산화탄소로 덮여 있으며, 이 밖에 3%의 질소, 1.6%의 아르곤과 약간의 산소로 이루어져 있다.

### 지질
궤도선의 관측과 화성 기원의 운석에 대한 분석 결과에 의하면, 화성의 표면은 기본적으로 현무암으로 되어 있다. 화성 표면의 일부는 지구의 안산암과 같이 좀 더 이산화규소가 풍부하다는 증거가 있으나 이러한 관측은 규산염과 같은 유리의 존재를 통해서 설명될 수도 있기 때문에 결정적이지는 않다. 표면의 대부분은 산화철의 먼지로 덮여있다. 화성의 표면에 일시적이나마 물이 존재했다는 결정적인 증거가 있다. 화성 표면에서 발견된 암염이나 침철석과 같이 대체로 물이 존재할 때 생성되는 광물이 발견되었기 때문이다.
비록 화성 자체의 자기장은 없지만, 과거 행성 표면의 일부는 자화된 적이 있음이 관측을 통해 밝혀졌다. 화성에서 발견된 자화의 흔적(고지자기)은 지구의 해양지각에서 발견되는 교대하는 띠 모양의 고지자기와 비교되어 왔다. 1999년에 발표되고 2005년에 마스 글로벌 서베이어로부터의 관측 결과의 도움으로 재검토된 이론에 따르면, 이들 지자기의 띠들은 과거에 있었던 화성의 판구조 활동의 증거일 수 있다. 극 이동(polar wandering)으로도 화성에서 발견된 고지자기를 설명할 수 있었다.
화성의 내부는 지구와 마찬가지로 화성은 밀도가 낮은 물질로 중첩된 고밀도 금속 중심부로 분화했다. 현재 내부 모델은 반경이 약 1,794 ± 65km(1,115 ± 40 mi)인 코어를 의미하며, 주로 유황 16–17%의 철과 니켈로 구성된다. 이 황화 철(II) 황화핵 지구의 핵보다 가벼운 원소가 두 배더 풍부하다고 추측된다. 중심부는 행성에서 많은 지각과 화산 형상을 형성한 규산염 맨틀에 둘러싸여 있지만, 휴면에 있는 것으로 보인다. 실리콘과 산소 외에 화성 지각에서 가장 풍부한 원소는 철, 마그네슘, 알루미늄, 칼슘, 칼륨이다
노아키안 시대는 노아키스 테라의 이름을 따서 붙여진 이름이다, 화성의 형성으로부터 38억~35억 년 전까지의 시대이다. 노아키안 시대의 표면은 많은 거대한 크레이터로 덮여 있다. 타르시스 벌지는 이 시대에 형성된 것으로 여겨진다. 이 시대의 후기에는 엄청난 양의 액체 물에 의한 홍수가 있었다고 생각된다.
헤스퍼리안 시대는 헤스퍼리안 평원으로부터 이름이 붙여졌다. 35억 년 전부터 18억 년 전까지의 시대이다. 헤스퍼리안 시대의 화성에서는 넓은 용암대지가 형성되었다.
아마조니안 시대는 아마조니스 평원의 이름을 따서 붙여졌다. 18억 년 전부터 현재에 이르는 시대이다. 아마조니안 지역은 크레이터가 거의 없으나 상당한 변화가 있는 지형이다. 올림푸스 화산이 이 시대에 형성되었고, 다른 지역에서 용암류가 형성되었다.
마스 익스프레스 오비터의 OMEGA 가시광-적외선 광물학 매핑 스팩트로메터 자료를 기초로 또 다른 시대 구분이 제시되고 있다.

### 지형
화성의 좌표를 설정하기 위하여서는 자오선과 0점 고도가 정해져야 한다. 화성에는 바다가 없기 때문에, '해수면'이 없어서, 0점 고도면이나 평균 중력 표면이 임의의 지점으로 선택될 수밖에 없다. 또한 적도와는 달리 경도의 기준점은 임의로 선택이 가능하기 때문에 공통된 규약을 정할 필요가 있다. 그리하여 임의적으로 사이너스 메리디아니(Sinus Meridiani, 적도만('Equatorial Gulf')) 안의 분화구가 0점 자오선을 나타내는 것으로 선택되었다.
화성 지형의 몇 가지 기본적인 특징은 다음과 같다. 화성은 극 지방이 얼음과 이산화탄소를 포함하는 얼음 지대로 덮여 있다. 또한 화성에는 발레스 매리너리스(Valles Marineris) 또는 화성의 흉터라고 불리는 태양계에서 가장 큰 [협곡 지대]가 있다. 이 협곡 지대는 4000km의 길이에 깊이는 7km에 이른다.
화성은 밀도가 낮은 물질로 중첩된 고밀도 금속 중심부로 분화했다. 현재 핵의 반지름이 약 1,794 ± 65km(1,115 ± 40 mi)이며, 유황 16–17%의 철과 니켈로 구성된다. 이 황하 철 핵은 지구의 핵보다 가벼운 원소가 두 배더 많다고 추측된다. 중심부는 규산염 맨틀로 둘러싸여 있어 많은 지각과 화산 형상을 형성했지만, 휴면상태로 보인다. 실리콘과 산소 외에 화성 지각에서 가장 풍부한 원소는 철, 마그네슘, 알루미늄, 칼슘, 칼륨이다. 화성 지각의 평균 두께는 약 50km(31mi)이며, 최대 두께는 125km(78mi)이다. 참고로 지구의 지각은 평균 40km(25mi)이다.
화성 북반구와 남반구 지형의 비대칭성은 매우 인상적이다. 북쪽 부분은 용암층이 흘러내림으로 인해 평평하고, 남쪽은 고지대에 오래전의 충격으로 인해 구멍이 파이고 분화구가 생겨나 있다. 지구에서 본 화성의 표면은 확실히 두 부분의 구역으로 나뉘어 있다. 먼지와 산화철이 섞인 모래로 뒤덮인 좀 더 창백한 부분은 한때 '아라비아의 땅'이라 불리며 화성의 대륙으로 여겨졌고, 어두운 부분은 바다로 여겨졌다. 지구에서 보이는 가장 어두운 부분은 시르티스 메이저(Syrtis Major)이다. 화성에서 가장 큰 분화구는 헬라스 분지(Hellas impact basin)인데, 가벼운 붉은 모래로 덮여 있다.
화성 표면 지역의 이름을 짓는 작업은 국제 천문 연맹의 '행성계 명명법 워킹 그룹'이 담당하고 있다.

### 대기

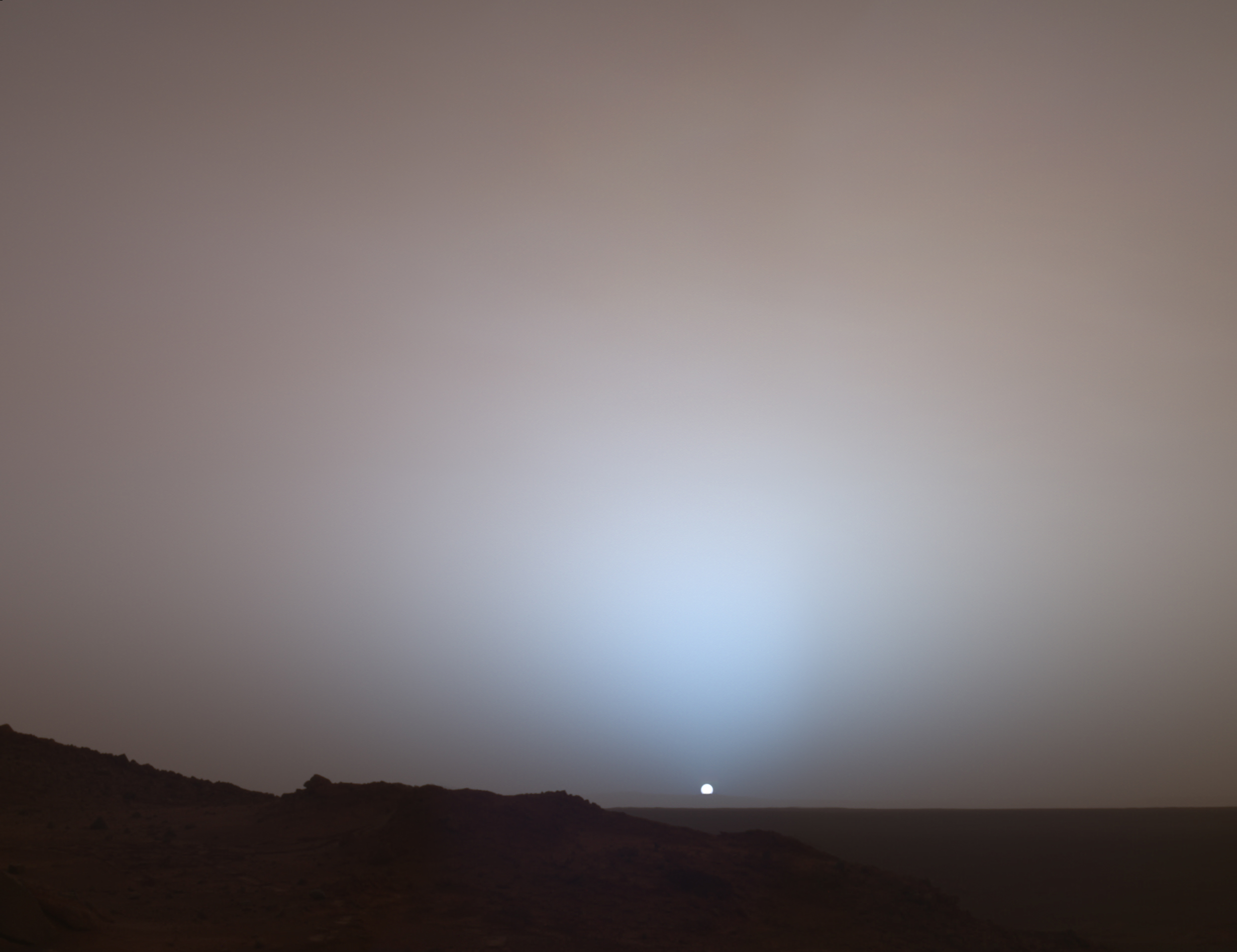
화성의 석양. '스피릿'호 촬영

화성의 대기압은 0.6에서 1.0kPa로, 지구의 대기 밀도와 비교하면 1/100 정도로 매우 낮다. 대기가 적으므로 기압이 매우 낮고 물이 있더라도 기압 때문에 빨리 증발하게 된다. 과학자들은 과거의 화성은 물이 풍부하고 대기도 지금보다 컸으리라고 추측한다.
대기의 주성분인 이산화탄소가 얼어 거대한 극관을 형성하는 과정이 양극에서 교대로 일어나고 이산화탄소는 눈층을 형성하고 봄이 되면 증발한다.

### 자기권
아주 오래전 화성은 태양풍을 막을 수 있을 만큼 충분히 강한 자기권을 가지고 있었으리라 여겨진다. 그러나 40억 년 전 화성의 다이나모가 멈추고 난 뒤에는 투자율이 높은 광물에 잔류자기가 남아있는 정도밖에는 자기장을 가지고 있지 않다. 시간이 지남에 따라 이런 광물은 풍화되었기 때문에 현재는 남반구의 고지의 일부에서만 고지자기를 관측할 수 있다. 태양풍은 화성의 전리층에 직접 닿기 때문에 화성의 대기는 조금씩 벗겨져 나가고 있다고 여겨지나 그 양은 아직 확실하지 않다. 마스 글로벌 서베이어와 마스 익스프레스는 화성이 지나간 자리에 남아있는 이온화된 대기의 입자를 탐지하였다.

## 공전과 자전
화성의 궤도 이심률은 약 7%로 상대적으로 큰 편이다. 태양계에서 이보다 더 이심률이 큰 궤도를 가지는 행성은 수성밖에 없다. 태양까지의 평균거리는 약 2억 2천만 km(1.5 천문단위)이며, 공전 주기는 686.971일이다. 화성의 태양일(솔; sol)은 지구보다 약간 길어서 24시간 37분 22초 정도이다.
화성의 자전축은 25.19도만큼 기울어져 있어서 지구의 기울기와 거의 비슷하다. 그 결과 화성에서는 지구와 마찬가지로 계절이 나타난다. 하지만 공전 각속도가 느리기 때문에 계절의 길이는 지구에 비해 약 2배정도 된다.

## 위성
포보스(Phobos)와 데이모스(Deimos)가 화성의 위성이다. 이들은 늘 달 쪽으로 같은 면을 향하고 있다. 포보스의 화성 주위 궤도가 화성 자체가 자전하는 속도보다 빠르며 아주 서서히 그러나 꾸준히 화성에 가까워지고 있다. 언젠가 미래에는 포보스가 화성 표면에 충돌하게 될 것이라고 예측한다. 반면에 데이모스는 충분히 멀리 떨어져 있고 서서히 멀어지고 있다.
두 위성은 모두 1877년 미국인 천문학자 아사프 홀(Asaph Hall)이 발견했고, 그리스 신화에 나오는 마르스의 두 아들의 이름을 따 명명되었다.
| 이름     | 직경 (km)               | 질량 (kg) | 평균 궤도 반지름 (km) | 공전 주기  |
| -------- | ----------------------- | --------- | --------------------- | ---------- |
| 포보스   | 22.2 (27 × 21.6 × 18.8) | 1.08×1016 | 9378                  | 7.66 시간  |
| 데이모스 | 12.6 (10 × 12 × 16)     | 2×1015    | 23,400                | 30.35 시간 |

## 생명체
액체상태의 물의 존재를 가지고 생명가능성을 논의한다. 이러한 생명가능성을 논하는 곳은 생명가능지대의 안에 존재하는 곳이다. 태양의 생명가능지대는 금성을 넘은 곳부터 시작하여 화성 부근까지 존재한다. 화성은 근일점에 도착하였을때, 이 지대 안으로 들어가게 된다. 하지만 화성의 옅은 대기가 액체상태의 물이 화성의 표면에 존재하는 것을 막는다. 화성의 과거 물의 흐름은 생명거주의 가능성을 보여준다. 최근 연구는 화성에 존재하는 물은 너무 염도가 높거나 산도가 높아 생명체가 존재할 수 없다는 것을 보여주었다.
화성에는 자기권이 없기 때문에 강렬한 태양풍을 막을 수 없다. 또한 화성의 옅은 대기로 인한 낮은 대기압으로 화성의 표면에 액체상태의 물의 형태가 유지 될 수 없다. 지질학적으로 화성의 화산 활동은 종결되어 화성의 내부 화학물질이 화성의 표면으로 순환이 되지 않는다. 이러한 이유로 인하여 화성의 생명체의 존재 가능성은 희박하다고 할 수 있다.
여러 증거로부터 미루어 볼 때 화성이 과거에는 지금보다 더 생명이 살기에 적합한 환경이었던 것으로 추정되었으나,
지금까지는, 실제 화성에 생명이 존재한 적이 있는가 하는 질문에 대해서는 아직 확실한 답을 얻지 못하고 있다.
바이킹 탐사선은 70년대 중반에 화성 표면에서 미생물을 탐지하기 위한 실험을 수행하여, 과학자들 사이에서 많은 논쟁이 되고 있다.
존슨 우주센터 연구소는 화성에서 날아왔을 것으로 추정되는 운석 AL 빨리 분해되기 때문에 소량의 이들 분자는 화성에 생물이 사는 증거로 여겨질 수 있으나, 이들 원소는 화산이나 사문함화작용 같은 지질학적 작용에 의해서도 공급될 수 있다.
- 화성은 생물이 살기에 부적합한 특성 역시 가지고 있다. 화성의 위치는 태양의 거주 가능 지대보다 0.5 천문단위정도 멀리 떨어져 있고[5] 물은 얼어 있다.

물론 과거에 물이 흘렀던 적이 있기는 하다. 화성에는 또한 자기권이 없으며 대기가 희박하며, 지각 열류량은 매우 적으며, 외부의 운석 또는 소행성들과의 충돌~ 또는 태양풍으로부터 보호받지 못한다.
낮은 대기압 때문에 얼음은 액체상태를 거치지 않고 곧바로 기화해버리며, 지질학적으로 사실상 완전히 죽은 행성으로 본다. {화산 활동이 없기 때문에 표면과 행성 내부 사이의 화학 물질과 광물의 순환이 일어나지 않는다.}
- 다른한편으론, 아직 생명체가 존재하고 있다는 주장의 근거로, 대기에서 메탄의 검출을 든다.

그러나, 이는 지질활동이 멈춘 화성의 환경에서 자연적으로 발생할 수 없으며, 생명활동에 의해서만 공급되므로,
안면석이나 화성 피라미드와 같은 음모론적인 가설도 있으나 과학적인 의미로 주목받지는 못하다.

## 화성 탐사

### 무인 탐사선

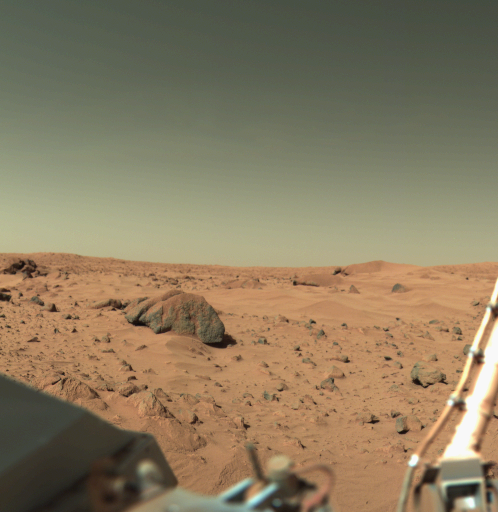
바이킹 1호 착륙선이 전송한 사진
1978년 2월 11일 Sol 556에서 촬영

지금까지 인류는 다수의 로봇 탐사선을 화성에 보냈고, 그중 몇몇은 대단한 성과를 거두었지만, 탐사의 실패율은 매우 높았다. 실패 사례 중 몇은 명백한 기술적 결함에 따른 것이었지만, 많은 경우 연구자들은 확실한 실패 이유를 찾을 수 없었다. 그래서 이런 사례는 지구-화성 "버뮤다 삼각지대" 혹은 화성탐사선을 먹고 사는 은하귀신(Ghoul)라는 농담을 낳았다. 화성 로봇 탐사의 역사를 이해하기 위해서는, 발사 시간대가 약 2년 남짓(화성의 공전 주기)의 기간을 주기로 발생한다는 사실을 알아두어야 한다.
1960년 소련은 두 기의 탐사선을 화성궤도를 지나쳐 돌아오는 계획으로 발사하였으나, 지구궤도에 도달하는 데에 실패한다. 1962년 소련은 세 기를 더 시도하지만, 실패했다. 두 기는 지구 궤도에 머물렀고, 나머지 하나는 화성을 돌아오는 동안 지구와의 교신이 끊어졌다. 1964년에 또 한번의 시도가 실패한다.
1962년에서 1973년 사이에, NASA(나사)의 제트 추진 연구소(Jet Propulsion Laboratory)는 내태양계(inner solar system)를 탐험할 10개의 매리너 우주선을 설계·제작하였다. 이 우주선은 금성, 화성, 수성을 최초로 탐사하기 위해서 만들어졌다. 매리너 우주선은 비교적 작은 로봇 탐사선으로 아틀라스 로켓에 실려 발사되었다. 각 우주선의 무게는 500 kg를 넘지 않았다.
매리너 3호와 4호는 동일한 기체로, 최초로 화성을 지나치며 관찰하도록 설계되었다. 매리너 3호는 1964년 11월 5일 발사되었으나, 우주선의 윗부분을 덮은 뚜껑이 적당히 열리지 않았고, 화성에 도달하지 못했다. 3주 후 1964년 11월 28일 매리너 4호는 성공적으로 발사되어 8개월의 항해를 시작한다.
매리너 4호는 1965년 6월 14일 화성을 지나며, 다른 행성의 근접 사진을 최초로 찍어냈다. 오랜 기간 동안 작은 테이프 레코더에 기록된 그 사진들은 달 모양의 분화구들을 보여 주었다. 그 분화구 들 중 몇몇은 서리가 덮여 추운 화성의 밤을 보여주었다.
NASA는 계속해서 매리너 계획을 수행했다. 그들은 다음 발사 시간대에 근접 비행 시험을 또다시 수행하였다. 이 비행선들은 1969년에 화성에 도달하였다. 이에 관해서는 매리너 6호와 7호를 참조하라. 다음 발사 때 매리너 계획은 두 대의 비행선 중 한 대를 잃는 사고를 겪었다. 살아남은 매리너 9호는 성공적으로 화성 궤도에 진입하였다. 매리너 9호가 화성에 도달했을 때, 그것과 두 대의 소련 인공위성은 행성 전영역에 걸쳐 먼지 폭풍이 일어나고 있는 것을 발견하였다. 그 폭풍이 가라앉는 것을 기다리는 동안 화성 표면의 사진을 찍는 것은 불가능하였으므로, 매리너 9호는 포보스의 사진을 찍었다. 폭풍이 화성의 표면 사진을 찍기에 충분할 만큼 가라앉았을 때, 전송된 사진은 이전 임무의 결과로 온 사진보다 더 높은 품질을 가지고 있었다. 이 사진들이 화성에 한때 액체 형태의 물이 있었을는지도 모른다는 것을 증거하는 첫 번째 사진이었다.
1976년에 두 대의 바이킹 호가 화성 궤도에 들어가 각각 착륙 모듈을 내려 화성 표면에 내려 앉았다. 이 임무를 통해 인류는 첫 번째 컬러 사진과 더욱 확장된 과학적 정보를 얻을 수 있었다.
소비에트 연방의 화성 탐사 계획에서 발사한 우주선들은 바이킹보다 몇 년 일찍 수많은 착륙을 시도했다. 그러나 매리너 계획이 수행했던 것보다 성공적인 결과를 얻지는 못했다.
마스 패스파인더는 1997년 7월 4일에 화성에 착륙하여, 소저너라는 매우 작은 원격 조정체를 움직여 착륙 지점 주위의 몇 미터를 여행하고, 화성의 환경 조건을 탐색하고 표면의 돌들을 수집해왔다.
다음 탐사는 마스 글로벌 서베이어(Mars Global Surveyor)에 의해 이루어졌다. 이 임무는 20여 년간의 화성 탐사역사에서 첫 번째로 성공적인 것이었고, 1996년 11월 7일에 발사되어 1997년 9월 12일에 화성 궤도에 도달하였다. 1년 반 정도가 흐른 후, 회전 궤도가 타원형에서 원형으로 자리를 잡았고, 우주선은 1999년 3월부터 기초적인 매핑 임무에 돌입했다. 우주선은 화성을 화성력으로 1년, 지구력으로는 거의 2년간 저고도에서 관찰했다. 마스 글로벌 서베이어호는 최근인 2001년 1월 31일 그 기초적인 임무를 완료하고 현재는 2단계 임무를 수행하고 있다.
이 탐사는 화성 표면, 대기권, 그리고 내부에 대한 전체적인 연구를 수행하고, 지난 탐사 계획에서 거둬들인 모든 결과물보다 더 많은 데이터를 가져왔다. 이 가치있는 데이터들은 마스 글로벌 서베이어: MOLA에서 찾아볼 수 있다.
2008년 7월 31일 미국 국립항공우주국은 화성탐사선 피닉스가 화성에 물이 존재함을 확인하였다고 발표했다. 피닉스는 2008년 11월 10일 임무가 종료되었다.
2021년 2월 퍼서비어런스(Perseverance) 화성 탐사차가 화성착륙에 성공하였다. 퍼서비어런스는 화성 탐사차로 2020년 7월 30일 지구를 떠나 2021년 2월 18일 화성에 착륙하였다. 이로써 인간이 어떤 조건으로 착륙해야 되는지 등을 탐색하는등 유인 탐사선 계획등에 주요한 정보를 제공하였다.

## 관측의 역사
기원전 1600년경에 화성에 대한 관측이 시작되었다고 여겨지며, 화성은 불과 같이 붉게 빛나고 다른 천체와 달리 하늘에서 이상하게 움직인다고 알려졌다.
- 바빌로니아인은 이미 기원전 400년경에 천문현상을 연구했었으며 일식, 월식과 같은 천문현상을 예측하기 위해 고도로 발달된 방법을 사용하였다. 그들은 그들의 달력과 종교적인 이유에서 그들을 주의깊게 연구하였다. 그러나 그들이 목격한 현상에 대해서 깊게 분석한다거나 설명하려고 하지는 않았다. 바빌로니아인들은 화성을 네르갈(Nergal, ‘위대한 영웅’ 또는 ‘전쟁의 왕.’ 원뜻은 ‘커다란 집의 주인’)이라 불렀다.
- 이집트인은 별이 “고정된” 듯이 보이며, 태양이 고정된 별에 대하여 상대적으로 이동한다고 생각했다. 또한 그들은 하늘의 5개의 빛나는 천체가 고정된 별 사이를 움직인다는 것을 알았다. 이집트인은 화성을 Har Decher(붉은 것) 혹은 '죽음의 별'이라고 불렀다.
- 그리스인은 화성을 전쟁의 신의 이름을 따서 아레스(Ares)라고 불렀다. 로마에서도 이 이름을 그대로 번역하여 화성을 마르스(Mars)라고 불렀고, 이는 지금까지 화성의 영어 이름으로 존재하게 된다. 화성의 기호는 마르스의 방패와 칼로 여겨진다.
- 조반니 스키아파렐리(Giovanni Virginio Schiaparelli, 1835년~1910년)는 1877년, 화성에서 "canali"로 보이는 것이 발견되었다고 발표했다. 이 단어는 이탈리아어로 "운하들"을 뜻하며 영어로는 "canals, waterways" 가 된다. 당시 수에즈 운하도 건설되던 차 화성 탐사 열풍이 시작되었다.

※ 동양의 고대기록에는 낮에 화성을 본 것이 있으나, 검증결과 금성의 착오였으며, 화성을 낮에 맨 눈으로 본다는 것은 사실상 불가능하다.

## 화성을 소재로 한 작품

### 영화
- 마션 (2015)
- 존 카터(바숨전쟁의 서막)(2012)
- 미션 투 마스(2000)
- 레드 플레닛(2000)
- 화성 침공(1996)
- 화성의 유령들(2001)

## 참고 자료
- "초대규모 우주 프로젝트의 정치경제학":